# Madri - Una vita d'amore
Madri - Una vita d'amore (Madres. Amor y vida) è una serie televisiva drammatica medica spagnola, creata da Aitor Gabilondo e Joan Barbero e prodotta da Mediaset España in collaborazione con Alea Media. È distribuita sul servizio di streaming Amazon Prime Video dall'8 maggio 2020 e trasmessa in televisione su Telecinco dal 9 settembre 2020 e su Cuatro dal 9 novembre 2021 all'8 febbraio 2022.
In Italia la serie viene distribuita sul servizio di streaming Mediaset Infinity dal 21 giugno 2023 e trasmessa in televisione in seconda serata su Canale 5 dal 21 giugno al 6 settembre 2023.

## Trama
Marián Ballesteros Díaz è una donna gentile e conciliante con una vita idealista che ha cambiato la propria vita quando a sua figlia, Elsa, è stata diagnosticata l'anoressia.

## Episodi
| Stagione         | Episodi | Pubblicazione | Pubblicazione | Prima TV  | Prima TV |
| Stagione         | Episodi | Spagna        | Italia        | Spagna    | Italia   |
| ---------------- | ------- | ------------- | ------------- | --------- | -------- |
| Prima stagione   | 13      | 2020          | 2023          | 2020-2021 | 2023     |
| Seconda stagione | 13      | 2020          | 2024          | 2021-2022 | inedita  |
| Terza stagione   | 8       | 2021          | inedita       | 2022      | inedita  |
| Quarta stagione  | 8       | 2022          | inedita       | inedita   | inedita  |

## Personaggi e interpreti

### Prima stagione

#### Personaggi principali
- Marián Ballesteros Díaz, interpretata da Belén Rueda, doppiata da Giuppy Izzo.
- Olivia Zabala Recarte, interpretata da Aida Folch, doppiata da Gaia Bolognesi.
- Luisa, interpretata da Carmen Ruiz, doppiata da Rossella Acerbo.
- Antonio Jurado, interpretato da Antonio Molero, doppiato da Stefano Thermes.
- Simón Herrera Pacheco, interpretato da Alain Hernández, doppiato da Francesco Venditti.
- Milagros "Mila" Pacheco, interpretata da Rosario Pardo, doppiata da Anna Rita Pasanisi.
- Paula Artigas Muñoz, interpretata da Eva Ugarte, doppiata da Letizia Ciampa.
- Elsa Tadino Ballesteros, interpretata da Carla Díaz, doppiata da Rossa Caputo.
- Andrés "Andy" Jurado, interpretato da Joel Bosqued, doppiato da Federico Campaiola.
- Natalia Revidiu † (episodi 2-13), interpretata da Vicky Luengo, doppiata da Giulia Catania.

Con la collaborazione di
- José María "Chema" Tadino, interpretato da Nacho Fresneda, doppiato da Stefano Benassi.
- Victoria "Vicky" Ruano López (episodi 1-10, 12-13), interpretata da Ana Labordeta, doppiata da Antonella Baldini.
- Kira Pastor (episodi 1-2, 4, 7-10, 13), interpretata da Rocío Muñoz-Cobo, doppiata da Francesca Fiorentini.

#### Personaggi secondari
- Rafa (episodi 1, 4-6, 8-13), interpretato da Alberto Velasco, doppiato da Nanni Baldini.
- Asunción "Asun" Lago (episodi 1-2, 4-10, 13), interpretata da Ana Rayo, doppiata da Tiziana Avarista.
- Julio (episodi 1-4, 6-11), interpretato da Xavi Mira, doppiato da Sandro Acerbo.
- Sergio Herrera Molina (episodi 1-11), interpretato da Julio Bohigas Couto, doppiato da Andrea Di Maggio.
- Carlos Tavira (episodi 1-9, 11), interpretato da Alfonso Torregrosa, doppiato da Stefano Mondini.
- David Aguilera (episodi 1-8, 10-13), interpretato da Roger Batalla, doppiato da David Chevalier.
- Marcos (episodi 1-3, 6-8, 10-11), interpretato da Pedro Rudolphi, doppiato da Emanuele Ruzza.
- Víctor (episodi 2-11), interpretato da Emilio Buale, doppiato da Oreste Baldini.
- Nasser Ciani (episodi 2-8, 10, 12-13), interpretato da Ayoub El Hilali, doppiato da Fabrizio De Flaviis.
- Alberto (episodi 3-4, 6, 9-11), interpretato da Marc Clotet, doppiato da Flavio Aquilone.
- Javier (episodi 3-6, 9-11), interpretato da Patxi Freytez, doppiato da Dario Oppido.
- Ana (episodi 3-6, 9-11), interpretata da Polina Kiryanova, doppiata da Francesca Manicone.
- Juani Soler Lago (episodi 4-13), interpretata da María de Nati, doppiata da Lucrezia Marricchi.
- Carmen Irujo (episodi 5-13), interpretato da Mónica Cruz.
- Duna (episodi 5-13), interpretata da Claudia Caneda.
- Eloy Carrión Amuedo † (episodi 9-13), interpretato da Guillermo Campra.
- Esmeralda Amuedo López (episodi 9-13), interpretata da Elisabet Gelabert.
- Nacho, interpretato da Íñigo Ciriza, doppiato da Andrea Di Maggio.
- Alba, interpretata da Claudia Placer, doppiata da Giulietta Rebeggiani.
- Mónica, interpretata da Silvia Vacas, doppiata da Gemma Donati.

#### Personaggi ricorrenti
- Gladys (episodi 1-3), interpretata da Candela Arroyo.
- Guille (episodio 2), interpretato da Álvaro Mel.
- Sonia (episodio 3), interpretata da Sandra Escacena.
- Johan (episodi 3, 8), interpretato da Alejandro Reina.
- Manuel Soler (episodi 4-6, 8-9, 13), interpretato da Javier Lago.
- Segretaria di Carmen (episodi 5-6), interpretata da Clara Alvarado.
- Madre di Nasser (episodi 5, 7-8, 11), interpretata da Farah Hamed.
- Fran (episodi 6, 9), interpretato da Leo Rivera.
- Catalina "Cata" Díaz (episodio 8), interpretata da Carmen Arévalo, doppiata da Rossella Izzo.
- Padre di Eloy (episodio 9), interpretato da Christophe Miraval.
- Poliziotto (episodio 13), interpretato da Enrique Berrendero.
- Alicia (episodio 13), interpretata da Paula Morado.

### Seconda stagione

#### Personaggi principali
- Marián Ballesteros Díaz, interpretata da Belén Rueda, doppiata da Giuppy Izzo.
- Olivia Zabala Recarte, interpretata da Aida Folch, doppiata da Gaia Bolognesi.
- Luisa, interpretata da Carmen Ruiz, doppiata da Rossella Acerbo.
- Antonio Jurado, interpretato da Antonio Molero, doppiato da Stefano Thermes.
- Simón Herrera Pacheco (episodi 14-24), interpretato da Alain Hernández, doppiato da Francesco Venditti.
- Milagros "Mila" Pacheco, interpretata da Rosario Pardo, doppiata da Anna Rita Pasanisi.
- Elsa Tadino Ballesteros, interpretata da Carla Díaz, doppiata da Rossa Caputo.
- Andrés "Andy" Jurado, interpretato da Joel Bosqued, doppiato da Federico Campaiola.
- Paula Artigas Muñoz (episodi 14-16, 23-26), interpretata da Eva Ugarte, doppiata da Letizia Ciampa.
- Esmeralda Amuedo López (episodi 14-17, 19-26), interpretata da Elisabet Gelabert.

Con la collaborazione speciale di
- Victoria "Vicky" Ruano López, interpretata da Ana Labordeta, doppiata da Antonella Baldini.

#### Personaggi secondari
- Alicia (episodi 14-17, 21-23, 25-26), interpretata da Paula Morado.
- Xurxo (episodi 16-17, 19), interpretato da Eduardo Santos.
- Juani Soler Lago (episodi 14-21, 25), interpretata da María de Nati, doppiata da Lucrezia Marricchi.
- Iván Martínez (episodi 14-26), interpretato da Marcos Ruiz, doppiato da Vittorio Thermes.
- Pablo (episodi 14-15), interpretato da Chechu Salgado.
- Sergio Herrera Molina (episodi 14-16, 23), interpretato da Julio Bohigas Couto, doppiato da Andrea Di Maggio.
- Virgi (episodi 14-15), interpretata da Cayetana Cabezas.
- Lucas del Águila Ocaña (episodi 14-16, 19-21, 23-26), interpretato da Adrián Viador, doppiato da Alessandro Campaiola.
- Salvador "Salva" García Ocaña (episodi 14-15), interpretato da Alejandro Serrano.
- Daniel (episodi 14-15), interpretato da Nicolás Mota.
- Rafa (episodi 14, 18-19, 22-25), interpretato da Alberto Velasco, doppiato da Nanni Baldini.
- Cristina "Cris" Morán (episodi 15-16, 19-26), interpretata da Alba de la Fuente, doppiata da Alice Venditti.
- Claudia (episodi 15-16, 19-26), interpretata da Irene Arcos, doppiata da Myriam Catania.
- Charo (episodi 16-17, 20-21, 24), interpretata da Fátima Baeza.
- Adrián (episodi 16-17, 20-21, 23-24), interpretato da Manu Fullola.
- Catalina "Cata" Díaz (episodi 16-17, 19-24), interpretata da Carmen Arévalo, doppiata da Rossella Izzo.
- Tomás / Violeta (episodi 16-17, 20-21, 24, 26), interpretato da Hugo Arbués.
- Óscar Martínez Álvarez-Abarca (episodi 17-22), interpretato da Alberto Berzal, doppiato da Christian Iansante.
- Asunción "Asun" Lago (episodi 17, 20, 24-26), interpretata da Ana Rayo, doppiata da Tiziana Avarista.

Con la collaborazione speciale di
- Padre Román (episodi 16-17, 20-21, 23-24), interpretato da Andrés Gertrúdix.
- Gonzalo Carrasco (episodi 17-25), interpretato da Paco Tous, doppiato da Pasquale Anselmo.
- Eduardo Carrasco López (episodi 17-26), interpretato da Jon Plazaola.
- Eva López Barbero † (episodi 17-19, 21-24), interpretata da Elena Irureta, doppiata da Franca D'Amato.
- Charlie (episodi 19, 21-22), interpretato da Jesús Castro, doppiato da Gabriele Vender.
- Julia Herrera López (episodi 24-26), interpretata da Alicia Sánchez.
- José María "Chema" Tadino Herrera (episodi 25-26), interpretato da Nacho Fresneda, doppiato da Stefano Benassi.

#### Personaggi ricorrenti
- Jonás (episodio 15), interpretato da Eduard Buch.
- Elisa (episodio 15), interpretata da Pepa Gracia.
- Hugo (episodi 16-17), interpretato da Abel Rodríguez.
- Carmen Velázquez (episodi 16, 20), interpretata da Pilar Pintre, doppiata da Laura Boccanera.
- Madre di Lucas (episodio 19), interpretata da Lola Casamayor.
- ¿? (episodi 20-21), interpretato da Manuel Bravo.
- ¿? (episodio 21), interpretata da Yäel Belicha.
- ¿? (episodi 20-21), interpretata da Julia Reina.
- Sven (episodi 23-24), interpretato da Silvio Defant.

### Terza stagione

#### Personaggi principali
- Marián Ballesteros Díaz, interpretata da Belén Rueda, doppiata da Giuppy Izzo.
- Olivia Zabala Recarte, interpretata da Aida Folch, doppiata da Gaia Bolognesi.
- Luisa, interpretata da Carmen Ruiz, doppiata da Rossella Acerbo.
- Antonio Jurado, interpretato da Antonio Molero, doppiato da Stefano Thermes.
- Eduardo Carrasco López, interpretato da Jon Plazaola.
- Camila Román Castillo (episodi 28-30, 32-34), interpretato da Michelle Calvó.
- Héctor Buendía, interpretato da Carlos Bardem.
- Rubén Cabana Alfaro, interpretato da Uri Guitart.
- Victoria "Vicky" Ruano López, interpretata da Ana Labordeta, doppiata da Antonella Baldini.
- Juani Soler Lago, interpretata da María de Nati, doppiata da Lucrezia Marricchi.

Con la collaborazione speciale di
- Raquel Gutiérrez (episodi 27-29, 32-34), interpretata da Hiba Abouk.

#### Personaggi secondari
- Ángela Alfaro, interpretata da Esther Ortega.
- Sara Álvarez, interpretata da Lucía Jiménez.
- Catalina "Cata" Díaz (episodio 27), interpretata da Carmen Arévalo, doppiata da Rossella Izzo.
- Lorenzo (episodi 27-29), interpretato da Ben Temple.
- Marcos Jurado Álvarez, interpretata da Unai Mayo.
- ¿? (episodi 27, 29-31, 34), interpretata da Daniela García.
- Asunción "Asun" Lago (episodi 28, 31), interpretata da Ana Rayo, doppiata da Tiziana Avarista.
- Manuel (episodi 28-34), interpretato da Tomás del Estal.
- Ana María (episodi 28-30, 32-34), interpretata da Arlette Torres.
- Andrea (episodi 28-30, 33-34), interpretata da Eva Llorach.
- Laura (episodi 28-34), interpretata da María Mercado.
- Dani (episodi 28-34), interpretato da Álvaro Larrán.
- Ernesto Pérez Moreno (episodi 28-29), interpretato da Jesús González.
- Álvaro (episodio 29), interpretata da Gonzalo Kindelán.
- Ainhoa (episodi 28, 31, 34), interpretata da Violeta Rodríguez.
- ¿? (episodi 28-30), interpretato da Luca Batuecas.
- Kike (episodi 30-34), interpretato da Carlos Serrano.
- Salvador "Salva" Jurado (episodio 31), interpretato da Ismael Martínez.
- ¿? (episodi 30, 34), interpretato da Antonio Lence.
- Óscar Martínez Álvarez-Abarca (episodi 31, 33-34), interpretato da Alberto Berzal, doppiato da Christian Iansante.
- Alberto Jarque Cobos (episodi 31-34), interpretato da Daniel Ortiz.
- ¿? (episodi 31, 33-34), interpretato da Rafa Puerto.
- Almudena "Almu" (episodio 33), interpretata da Belén Écija.
- Dottoressa Velázquez (episodi 33-34), interpretata da Pilar Pintre, doppiata da Laura Boccanera.

Con la collaborazione speciale di
- Rosa (episodi 27, 32), interpretata da Melani Olivares.
- Carlos Matute Morán (episodi 27-29, 32-34), interpretato da Adrià Collado.
- Andrés "Andy" Jurado (episodi 31, 34), interpretato da Joel Bosqued, doppiato da Federico Campaiola.
- Elsa Tadino Ballesteros (episodi 33-34), interpretata da Carla Díaz, doppiata da Rossa Caputo.
- Simón Herrera Pacheco (episodio 34), interpretato da Alain Hernández, doppiato da Francesco Venditti.

### Quarta stagione

#### Personaggi principali
- Olivia Zabala Recarte, interpretata da Aida Folch, doppiata da Gaia Bolognesi.
- Blanca Robledo Márquez, interpretata da Nuria Roca.
- Gabriel Cañizares Laguna / Gabriel Constantinescu, interpretato da Álvaro Rico.
- Berta Santos, interpretata da Nuria Herrero.
- José Luis Maqueda Rivas "Luigi", interpretato da Jordi Coll.
- Simón Herrera Pacheco, interpretato da Alain Hernández, doppiato da Francesco Venditti.
- Sandra Alonso Moya, interpretata da Julia Molins.
- Mikel Zelaya Robles, interpretato da Eric Masip.
- Almudena "Almu" Cobo Contreras, interpretata da Belén Écija.
- Juani Soler Lago (episodio 37), interpretata da María de Nati, doppiata da Lucrezia Marricchi.

#### Personaggi ricorrenti
- Petru Cañizares Laguna / Petru Constantinescu (episodi 35-37, 39-40, 42), interpretato da José Milán.
- Nico Ituarte, interpretato da Peter Vives.
- Andrés Cabrera Rodríguez, interpretato da Antonio Velázquez.
- Noemí Corbalán (episodi 35-39, 41-42), interpretata da Carol Rovira.
- Silvia (episodio 35), interpretata da Charo Zapardiel.
- Vera (episodio 35), interpretata da Mari Paz Sayago.
- Amadou (episodi 35-37), interpretato da Gael Koffi Alvárez.
- ¿? (episodio 35), interpretato da Juan Miguel Bataller.
- ¿? (episodio 35), interpretato da Luis Alonso Rodríguez.
- ¿? (episodio 35), interpretato da Raúl Muñoz-Reja.
- ¿? (episodi 35, 41-42), interpretata da Rosana Vieira.
- ¿? (episodio 35), interpretato da Mario Esparza Casanova.
- ¿? (episodio 35), interpretato da Félix Martin Pérez.
- ¿? (episodio 35), interpretato da Valentín Gómez Molina.
- ¿? (episodio 35), interpretato da José Manuel Palacios.
- ¿? (episodio 35), interpretata da Nuria Alloza.
- Darío Calderón (episodi 36-42), interpretato da Pep Ambrós.
- ¿? (episodio 36), interpretato da Pedro Freijeiro.
- ¿? (episodio 36), interpretato da Chema Ruiz.
- ¿? (episodio 36), interpretato da José Ramón Iglesias.
- ¿? (episodio 36), interpretata da Palmira Ferrer.
- ¿? (episodio 36), interpretata da Patricia Roldán.
- ¿? (episodi 36, 38), interpretata da Alba Cisneros.
- ¿? (episodi 36, 38), interpretata da Lucía Cisneros.
- ¿? (episodio 36), interpretato da Alfonso Ayora Laguna.
- ¿? (episodio 36), interpretato da Eduardo Núñez de Tena.
- ¿? (episodio 36), interpretato da Carlos Alberto Morales.
- ¿? (episodio 36), interpretato da Antonio Coca Sandina.
- Belén (episodio 36), interpretata da Belén Orcajo.
- ¿? (episodi 37-42), interpretata da Amparo Fernández.
- Eugenia Jiménez (episodi 37-42), interpretata da Alba Gutiérrez.
- ¿? (episodi 37-38), interpretata da Estíbaliz Gabilondo.
- Gladys (episodi 37, 40), interpretata da Candela Arroyo.
- ¿? (episodio 37), interpretato da Marcos González.
- ¿? (episodio 37), interpretato da Luis G. Gámez.
- ¿? (episodi 37-38), interpretato da Vicenç Miralles.
- ¿? (episodi 37-38), interpretato da Javier Mogán.
- ¿? (episodio 37), interpretato da Emilio Linder.
- ¿? (episodio 37), interpretata da Yoima Valdés.
- Dottoressa Velázquez (episodi 37-42), interpretata da Pilar Pintre, doppiata da Laura Boccanera.
- ¿? (episodio 37), interpretata da Begoña Caparros.
- ¿? (episodio 37), interpretato da Álvaro Roig.
- ¿? (episodi 37-38), interpretato da Ismael Artalejo.
- ¿? (episodi 37, 40), interpretata da Silvia Caballero.
- ¿? (episodio 37), interpretata da María Díaz Hermosilla.
- Tobías Benassat (episodi 38-41), interpretato da José Manuel Seda.
- ¿? (episodio 38), interpretato da Nicky Negrete.
- ¿? (episodio 38), interpretato da Jordi Ballester.
- Francisco Javier Jiménez del Corral (episodi 38-42), interpretato da Manuel Regueiro.
- ¿? (episodio 38), interpretato da Emmanuel Medina.
- Selina (episodio 38), interpretata da Nansi Nsue.
- ¿? (episodio 38), interpretato da Salam Ortega.
- ¿? (episodio 38), interpretata da Cristina Arranz.
- ¿? (episodio 38), interpretata da Cristina Juan.
- ¿? (episodio 38), interpretata da Rosalía Castro.
- ¿? (episodio 38), interpretato da Néstor Rubio.
- ¿? (episodio 38), interpretato da Adrián García Parejo.
- ¿? (episodio 38), interpretata da Marina Lorenzo.
- ¿? (episodi 39-40), interpretato da Mauricio Morales.
- ¿? (episodio 39), interpretata da Helena Lanza.
- ¿? (episodio 39), interpretato da Bachir Samb.
- ¿? (episodi 39-40), interpretata da Nía Castro.
- ¿? (episodi 39-40), interpretata da Zaira Romero.
- ¿? (episodi 39-40), interpretato da Gabriel Dan.
- ¿? (episodio 39), interpretato da Eduardo Gallego.
- ¿? (episodi 39-40), interpretato da Cristian Pasieznick.
- ¿? (episodio 39), interpretata da Raquel Ferrer.
- ¿? (episodio 39), interpretata da Gema Baos.
- ¿? (episodio 40), interpretato da Luis de Sannta.
- ¿? (episodio 40), interpretato da César Oliver.
- ¿? (episodio 40), interpretata da Laura Blázquez.
- ¿? (episodio 40), interpretata da Natalia Calderón.
- ¿? (episodio 40), interpretata da Monica Vedia.
- ¿? (episodi 40-42), interpretato da Falco Cabo.
- Madre di Gabriel (episodi 40, 42), interpretata da Anis Doroftei.
- ¿? (episodi 40, 42), interpretato da Peter Nikolas.
- ¿? (episodio 40), interpretato da Pau Requesens.
- ¿? (episodio 40), interpretato da Omar Tubau.
- ¿? (episodio 40), interpretato da Puri Arrieta.
- ¿? (episodio 40), interpretato da Alex Ricart.
- ¿? (episodio 40), interpretata da Asunción Molina.
- ¿? (episodio 40), interpretato da Cristina Guijarro.
- ¿? (episodio 40), interpretato da Alfredo Calvo García.
- ¿? (episodi 41-42), interpretata da Andrea Dueso.
- ¿? (episodio 41), interpretata da Ana Peregrina.
- ¿? (episodi 41-42), interpretata da Mireia Rey.
- ¿? (episodio 41), interpretata da Carmen Albizu.
- ¿? (episodio 41), interpretato da Mariano Valdés.
- ¿? (episodio 41), interpretato da Santiago Redondo.
- ¿? (episodio 41), interpretato da Fran Bleau.
- ¿? (episodi 41-42), interpretato da Charly Montero.

## Produzione
La serie è creata da Aitor Gabilondo e Joan Barbero e prodotta da Mediaset España in collaborazione con Alea Media.

### Rinnovo
La serie è stata rinnovata per una seconda stagione il 13 novembre 2020 con l'ingresso dei nuovi attori Paco Tous, Jon Plazaola, Elena Irureta, Jesús Castro e Irene Arcos. Il 17 gennaio 2021, la serie è stata rinnovata per una terza e per una quarta stagione, con l'ingresso degli attori Hiba Abouk, Adrià Collado, Carlos Bardem, Michelle Calvó per la terza stagione. Il 31 maggio 2021 è stato annunciato il cast per la quarta stagione, che include gli attori Nuria Roca, Eric Masip, Julia Molins, Álvaro Rico, Jordi Coll, Nuria Herrero e il ritorno dell'attore Alain Hernández.

### Distribuzione commerciale
NBCUniversal Telemundo Enterprises e Mediterráneo Mediaset España Group hanno raggiunto un accordo di distribuzione in modo che la serie possa essere trasmessa in streaming sul livello SVOD di Peacock a partire dalla fine del 2022.

## Riconoscimenti
- 8º MiM Series Awards
  - 2021: Candidatura come Miglior attrice drammatica a Belén Rueda[16]

- 30º Premio de la Unión de Actores
  - 2022: Premio come Miglior attrice televisiva in un ruolo secondario ad Ana Labordeta[17]